# Ozero Notjevki
Ozero Notjevki (ryska: Озеро Ночевки) är en sjö i Belarus.   Den ligger i voblasten Vitsebsks voblast, i den norra delen av landet, 240 km norr om huvudstaden Minsk. Ozero Notjevki ligger 139 meter över havet.
I omgivningarna runt Ozero Notjevki växer i huvudsak blandskog. Runt Ozero Notjevki är det mycket glesbefolkat, med 7 invånare per kvadratkilometer.